# Кремер, Илья Семёнович
Илья́ Семёнович Кре́мер (28 января 1922, Гомель — 23 марта 2020, Москва) — советский и российский историк-германист, специалист по истории международных отношений. Доктор исторических наук, профессор.

## Биография
Родился в семье служащего. С 1939 года учился на историческом факультете Ленинградского университета, с 1940 — на историческом факультете Московского университета.
В июле-августе 1941 года работал на строительстве укреплений в Рославле (по р. Десна), затем — зарядчиком аккумуляторов для «Катюш» на московском заводе «Красная Пресня». Осенью 1941 года не прошёл по зрению в состав студенческого лыжного отряда, создававшегося для защиты города. В 1941—1943 годах работал на авиазаводе токарем, контролёром ОТК.
С июля 1943 года, по окончании 3-го курса МГУ, служил в Красной Армии. С лета 1944 года — на 1-м Белорусском фронте (Хелм — Люблин — Варшава — Познань — Берлин) в должности командира зенитного орудия. С конца апреля 1945 года — переводчик в составе оперативной группы штаба 5-го зенитно-артиллерийского корпуса в Берлине; переводил допросы начальника противовоздушной обороны Берлина полковника Ганса Веллермана, а также документацию по ракетам Фау-2. Демобилизован в ноябре 1945 года.
В 1948 году окончил исторический факультет МГУ. Работал редактором в Политиздате (1946—1953, редакция «Дипломатического словаря»), преподавал историю в Московском автомеханическом техникуме (1953—1955).
В 1955—1966 годах — сотрудник Института истории АН СССР, в 1966—1974 — заведующий отделом в Институте международного рабочего движения АН СССР, в 1974—1991 — профессор кафедры международных отношений Института общественных наук при ЦК КПСС.
С 1993 года — профессор кафедры теории и истории международных отношений Московского государственного лингвистического университета.
В качестве приглашённого профессора преподавал на историческом факультете Свободного университета Берлина (1979, 1980—1981, 1991—1992), в Институте политических проблем Боннского университета (1985), в Центре по изучению мира и конфликтов Швейцарской высшей технологической школы Цюриха (1993).

### Семья
Был женат. Жена — Инесса Александровна Ходош (1922—1995), однокурсница И. С. Кремера по истфаку МГУ, к. и. н. (диссертация посвящена Занзибару), востоковед и африканист, библиограф и библиотековед, в 1953—1987 гг. — сотрудник ФБОН (с 1969 г. ИНИОН) АН СССР, в 1967—1987 гг. — заместитель директора ФБОН — ИНИОН АН СССР (с февраля 1968 г.и по февраль 1970 гг. — и. о. директора), внесла значительный вклад в преобразование ФБОН и развитие ИНИОН.
Дочь — Татьяна Ильинична Кремер (Куликова) (1943—2000), латиноамериканист, сотрудник ИЛА АН СССР — РАН, к. и. н. (тема диссертации, защищённой в ИЛА АН СССР: «Внутриполитическая борьба в Доминиканской республике в 60-е годы» (1974)).

## Научная деятельность
В 1958 году защитил кандидатскую («Влияние Октябрьской революции на рабочее движение Германии в конце 1-й мировой войны»), в 1971 — докторскую диссертации («Внутриполитическая борьба в ФРГ по проблемам внешней ориентации. 1949—1970»).
Основные направления исследований — история Германии новейшего времени (в первую очередь — внутри- и внешнеполитическая история ФРГ), история международных отношений (в первую очередь — вопросы европейской безопасности послевоенного периода). Также занимался вопросами истории и современности мирового и европейского рабочего и профсоюзного движения.
Неоднократно участвовал в международных конференциях:
- Советско-итальянская конференция историков (Рим, 1969)
- Советско-французская конференция историков (Тионвиль, 1990)
- Ежегодные конференции Международного политического клуба (Берлин), Бергедорфского рабочего кружка (Гамбург, Москва).

Руководил Международной конференцией по историографии Второй мировой войны и фашизма (Вена, 1989), организованной Международной федерацией борцов Сопротивления, редактировал её материалы («Faschismus — Krieg — Widerstand». — Wien, 1989).
Автор более 150 научных и публицистических работ, вышедших в советских, российских, немецких, швейцарских, британских, датских издательствах и изданиях.
Источник — Электронные каталоги РНБ
- Белоусов Л. С., Григорьева И. В. Кремер И. С. и др. История новейшего времени стран Европы и Америки, 1918—1945 : [Учеб. для вузов по спец. «История»] / Под ред. Е. Ф. Язькова. — М : Высш. школа, 1989. — 462 с. — ISBN 5-06-000013-3
- Кремер И. С. Германский пролетариат в борьбе за мир с Советской Россией. (Ноябрь 1917 г. — февраль 1918 г.). — М.: Изд-во Акад. наук СССР, 1963. — 152 с.
- Кремер И. С. ФРГ: внутриполитическая борьба и внешняя ориентация. — М.: Мысль, 1977. — 334 с.
- Кремер И. С. ФРГ: этапы «восточной политики». — М : Междунар. отношения, 1986. — 220+2 с.
- Kremer I. S. Rids af Sovjetunionens udenrigspolitik, 1917—1982 (датск.) (= Советский Союз на мировой арене) / [Overs. fra russ. af Anne Lund]. — M. ; [København] : Progres Sputnik, 1984. — 267 с. — ISBN 87-7334-072-3
- Кремер И. С., Чубарьян А. О. Очерк истории внешней политики СССР. (1917—1963 гг.) : Пособие для учителей сред. школы. — М.: Просвещение, 1964. — 228 с.
- Сагомонян А. А., Кремер И. С., Хазанов А. М. История международных отношений в XX — начале XXI века : СНГ и российско-украинские отношения : учебное пособие. — М.: Рема, 2009. — 254 с. — ISBN 978-5-88983-239-3

См. также:
- Библиография И. С. Кремера — Радькова О. Г., Стрелец М. В. Илья Семёнович Кремер и его место в исторической науке // Вестник Рязанского государственного университета им. С. А. Есенина. — 2012. — № 4 (37).

## Общественная деятельность
С 1960-х годов состоял членом Советского комитета за европейскую безопасность.
С 1973 года представлял Советский (Российский) комитет ветеранов войны в Международной федерации борцов Сопротивления, входил в состав Генерального совета федерации, с 1991 — её генеральный секретарь, с 2004 — почётный президент. Член правления Общества «Россия — ФРГ» и «Российской ассоциации учёных-европеистов».
С 1975 года состоял членом Союза журналистов СССР (с 1992 — России).

## Награды
- Медаль «За боевые заслуги» (1.7.1945)[6]
- Медаль «За освобождение Варшавы»
- Медаль «За взятие Берлина»
- Орден «Знак Почёта»
- Орден Отечественной войны II степени (6.4.1985)[7]
- Орден Дружбы
- 2 медали «В память 850-летия Москвы»
- Ветеранские медали СССР, России, Польши, Израиля